# Mạch Văn Trường
Mạch Văn Trường (sinh 1936-2021), nguyên là một tướng lĩnh Bộ binh của Quân lực Việt Nam Cộng hòa, cấp bậc Chuẩn tướng. Ông xuất thân từ trường Võ bị Liên quân vào thời kỳ Quân đội Việt Nam Cộng hòa hình thành (1955). Trong thời gian tại ngũ, ngoài chuyên môn là một sĩ quan chỉ huy đơn vị Bộ binh, ông cũng được giao phó chức vụ chỉ huy về lãnh vực Hành chính Quân sự.

## Tiểu sử & Binh nghiệp
Ông sinh ngày 20 tháng 3 năm 1936 trong một gia đình trung nông gốc người Hoa tại Bạc Liêu, miền tây Nam phần Việt Nam. Ông học Tiểu học ở Bạc Liêu. Khi lên Trung học trên, ông được gia đình cho lên học ở Cần Thơ. Năm 1955, ông tốt nghiệp Trung học phổ thông tại Cần Thơ với văn bằng Tú tài 1 (Part I).

### Quân đội Việt Nam Cộng hòa
Cuối năm 1955, sau khi rời học đường, ông tình nguyện nhập ngũ vào Quân đội Việt Nam Cộng hòa, mang số quân: 56/101.520. Được theo học khóa 12 Cộng hòa tại trường Võ bị Liên quân Đà Lạt, khai giảng ngày 24 tháng 10 năm 1955. Ngày 2 tháng 12 năm 1956, mãn khóa tốt nghiệp với cấp bậc Thiếu úy hiện dịch. Ngay sau đó, ông cùng với 130 sĩ quan cùng tốt nghiệp được sang Hoa Kỳ du học khóa Liên hợp các Binh chủng.
Đầu năm 1957, ông được thuyên chuyển đi làm huấn luyện viên khoa vũ khí tại Trung tâm Huấn luyện số 1. Cùng năm, được cử đi du học lớp Bộ binh cao cấp tại trường Võ bị Lục quân Fort Benning, Columbus, Tiểu bang Georgia, Hoa Kỳ. Đầu năm 1958, mãn khóa học về nước, ông được thăng cấp Trung úy, tiếp tục nhiệm vụ làm Huấn luyện viên.
Năm 1962, ông được cử đi du học lớp Tác chiến Rừng rậm tại Mã Lai (The Jungle Warfare course in Malaysia), Philippines. Cùng năm ông được thăng cấp Đại úy và thuyên chuyển về Quân khu 4 làm Biệt đội trưởng Biệt đội Quân báo thuộc Sư đoàn 21 Bộ binh. Năm 1964, ông tiếp tục được cử đi du học lớp Tình báo tác chiến ở trường Tình báo Viễn Đông Hoàng gia Anh tại Singapore.

### Quân lực Việt Nam Cộng hòa
Ngày Quân lực 19 tháng 6 năm 1965, ông được thăng cấp Thiếu tá và được cử giữ chức vụ Trưởng phòng 2 tại Bộ tư lệnh Sư đoàn 21 bộ binh do Chuẩn tướng Phạm Quốc Thuần làm Tư lệnh. Qua đầu năm 1967, ông chuyển đi làm Phó Tỉnh trưởng Nội an kiêm Tiểu khu phó Bạc Liêu.
Ngày Quân lực 19 tháng 6 năm 1968, ông được thăng cấp Trung tá tại nhiệm, sau đó chuyển về Thủ đô giữ chức Tham mưu trưởng Tòa Tổng trấn Sài Gòn-Gia Định.
Giữa năm 1969, ông được chỉ định vào chức vụ Đặc khu trưởng Đặc khu Thủ Đức. Giữa năm 1970, được cử đi học và tốt nghiệp khóa Chỉ huy Tham mưu cao cấp ở trường Chỉ huy và Tham mưu tại Đà Lạt.
Đấu năm 1971 mãn khóa học, ông được cử làm Trung đoàn phó Trung đoàn 8, Sư đoàn 5 Bộ binh do Đại tá Bùi Trạch Dần làm Trung đoàn trưởng. Tháng 7 cùng năm ông được lên giữ chức vụ Trung đoàn trưởng thay thế Đại tá Dần dưới quyền Đại tá Lê Văn Hưng Tư lệnh Sư đoàn.
Tháng 3 năm 1972, ông được thăng cấp Đại tá tại nhiệm. Tháng 7 cùng năm, ông được chỉ định vào chức vụ Tư lệnh phó Sư đoàn 5 Bộ binh vẫn do Chuẩn tướng Lê Văn Hưng làm Tư lệnh, sau đó Đại tá Trần Quốc Lịch thay thế làm tư lệnh Sư đoàn. Tháng 11 cuối năm, Bộ Tổng tham mưu biệt phái ông sang lĩnh vực Hành chính Quân sự và ông được bổ nhiệm làm Tỉnh trưởng kiêm Tiểu khu trưởng Long Khánh.
Đầu năm 1974, rời chức vụ Tỉnh trưởng, ông được cử theo học và tốt nghiệp Thủ khoa khóa Tổng thanh tra Quân lực. Tháng 4 cùng năm, ông được chuyển trở về Quân khu 4, phục vụ tại Sư đoàn 21 Bộ binh giữ chức vụ Chánh tranh tra Sư đoàn. Tháng 11 cuối năm, ông được bổ nhiệm chức vụ Tư lệnh Sư đoàn 21 Bộ binh thay thế Chuẩn tướng Lê Văn Hưng được cử đi làm Tư lệnh phó Quân đoàn IV và Quân khu 4.
- Sư đoàn 21 Bộ binh vào thời điểm tháng 4/1975, nhân sự của Bộ tư lệnh Sư đoàn và Chỉ huy các Trung đoàn được phân bổ trách nhiệm như sau:

-Tư lệnh - Chuẩn tướng Mạch Văn Trường
-Tư lệnh phó - Đại tá Nguyễn Hữu Kiểm
-Tham mưu trưởng - Đại tá Lâm Chánh Ngôn
-Chỉ huy Pháo binh - Trung tá Nguyễn Bá Nhẫn
-Trung đoàn 32 - Trung tá Huỳnh Thanh Điền

## 1975
Ngày 26 tháng 4, ông được Tổng thống Trần Văn Hương ký quyết định thăng cấp Chuẩn tướng tại nhiệm. Ngày 30 tháng 4, ông chỉ huy Sư đoàn chiến đấu đến giờ chót.
Ngày 17 tháng 5, ông bị bắt tại Cần Thơ và đưa đi học tập và cải tạo từ Nam ra Bắc suốt 17 năm. Ngày 11 tháng 2 năm 1992 mới được trả tự do.
Cùng năm 1992, ông được Chính phủ Hoa Kỳ bảo lãnh theo diện H.O sang Mỹ tỵ nạn và định cư tại Houston, Tiểu bang Texas, Hoa Kỳ.
Ngày 30 tháng 6 năm 2021, ông từ trần tại nơi định cư, hưởng thọ 86 tuổi.

## Huy chương
- Huy chương Việt nam Cộng hòa:
-Bảo quốc Huân chương đệ tam, đệ tứ và đệ ngũ đẳng
-Lục quân Huân chương đệ nhất hạng.
-Chương mỹ Bội tinh đệ nhị hạng.
-Ba mươi hai Anh dũng Bội tinh đủ loại (9 nhành dương liễu, 8 ngôi sao vàng, 13 ngôi sao bạc và 2 ngôi sao đồng).
-Ba Chiến thương Bội tinh và nhiều huy chương quân sự, dân sự khác.
- Huy chương Hoa Kỳ:
-Huy chương Commendation Medal (1969)
-Hai huy chương Bronze Star with V Device (1969, 1971)
-Huy chương Silver Star Anloc Battle (1972).
- Giây biểu chương:
-Màu Anh dũng Bội tinh (1963)
-Màu Quân công Bội tinh (1966)
-Màu Bảo quốc Huân chương (1971).

## Gia đình
- Thân phụ: Cụ Mạch Hữu Khương
- Thân mẫu: Cụ Tô Thị Lến
- Nhạc phụ: Cụ Lê Văn Trương
- Nhạc mẫu: Cụ Nguyễn Thị Bê
- Phu nhân: Bà Lê Bạch Loan (Julie Mạch)
- Các con: Mạch Công Thành, Mạch Công Danh, Mạch Công Tài, Mạch Thị Hồng Đức (Mạch Holly Hồng) và Mạch Công Hạnh